# Aspidocarya
Aspidocarya es un género con seis especies de plantas de flores de la familia Menispermaceae. Nativo de China, India y Bután.

## Especies seleccionadas
- Aspidocarya dissitiflora
- Aspidocarya hirsuta
- Aspidocarya kelidophylla
- Aspidocarya pentaneura
- Aspidocarya stenothyrsus
- Aspidocarya uvifera

- Datos: Q8207240
- Especies: Aspidocarya